# Catherine Winder
Catherine Winder (Toronto, ...) è una produttrice cinematografica statunitense.
Supervisiona lo studio di produzione Lucasfilm Animation, del quale ha curato la serie televisiva Star Wars: The Clone Wars e ne ha prodotto l'omonimo prequel cinematografico. Winder ha iniziato la sua carriera in Giappone, lavorando a diverse anime. Questo suo retroterra è stato poi utilizzato nella realizzazione della serie animata, influenzata dalla stile di animazione giapponese, del quale adotta diversi elementi.

## Filmografia
- Cip & Ciop agenti speciali (Chip 'n Dale Rescue Rangers) (1989-1990)
- I Gummi (The Gummi Bears) (1989-1991)
- TaleSpin (1990-1991)
- Darkwing Duck (1991)
- Orso Yoghi (1994)
- Gli Antenati (1994)
- Aeon Flux (1994)
- 2 cani stupidi (2 Stupid Dogs) (1993-1995)
- Daisy-Head Mayzie (1995)
- Johnny Bravo (1995)
- The What a Cartoon Show (1995)
- Il laboratorio di Dexter (Dexter's Laboratory) (1996)
- Spawn (1997)
- Le Superchicche (The Powerpuff Girls) (1998)
- Titan A.E. (2000) - Non accreditata
- L'era glaciale (Ice Age) (2002) - Non accreditata
- Star Wars: The Clone Wars (2008)
- Star Wars: The Clone Wars (2008-2014)
- Invincible – serie animata (2021)